# Anthony van Diemen
Anthony van Diemen (în neerlandeză Antonio van Diemen, sau Antonio, Anton, Antonius van Diemen; n. 1593, Culemborg, Gelderland, Țările de Jos – d. 19 aprilie 1645, Jakarta, Indonezia) a fost un guvernator colonial neerlandez. 
S-a născut la Culemborg, în Țările de Jos, fiul lui Meeus Anthonisz van Diemen  și al Christinei Hoevenaar. În 1616 s-a mutat la Amsterdam, în speranța de a-și îmbunătăți averea ca negustor; a eșuat și a declarat faliment. După un an a intrat în serviciul Companiei Olandeze a Indiei de Est și a navigat în Batavia (Jakarta), capitala Indiilor Orientale Olandeze. În timpul călătoriei, corabia Mauritius a ajuns din greșeală pe coasta necunoscută a Australiei . 
Guvernatorul Jan Pieterszoon Coen a considerat că Van Diemen era un oficial talentat și din 1626 a devenit director general al comerțului și membru al Consiliului pentru Indii. În 1630 s-a căsătorit cu Maria van Aelst. Un an mai târziu s-a întors în Țările de Jos ca amiral pe nava Deventer . 
În 1633, în timp ce se îndrepta spre Indii, Van Diemen a găsit și a numit Insula Amsterdam, după nava sa din acea vreme, Nieuw Amsterdam . 
În 1635, a fost numit guvernator general al Indiilor Orientale Olandeze, numirea sa intrând în vigoare la 1 ianuarie 1636. Cei nouă ani ai lui Van Diemen în funcția de guvernator general au fost de succes și au avut importanță atât pentru colonie cât și pentru succesul comercial al Companiei Olandeze a Indiei de Est. El și-a dedicat o mare parte din energie extinderii puterii companiei în Asia de Sud-Est. Sub domnia sa, puterea olandeză s-a răspândit și în Ceylon (acum Sri Lanka).    
Van Diemen este cel mai bine ținut minte pentru eforturile sale de a favoriza explorarea „Marii Țări de Sud” (Australia), rezultând în „ultimele, cele mai ambițioase călătorii olandeze ale secolului”. Prima călătorie sub administrarea sa energică a fost întreprinsă în trei luni de la sosirea sa în Batavia; pornind de la Cape York, navele sale urmau să parcurgă coastele necunoscute, dar aventura s-a încheiat în eșec, când comandantul său a fost ucis de nativii din Noua Guinee, iar navele s-au întors. În 1639 a comandat două călătorii spre nord, în căutarea „Insulelor de aur și de argint” pe care cronicile spaniole le-au localizat în Pacificul de Nord la estul Japoniei și l-a trimis pe Maarten Gerritsz Vries să exploreze coastele Coreei și „Tartaria”; de asemenea, aceștia s-au întors fără sa găsească ceva. Chiar și așa, Van Diemen l-a numit pe Frans Visscher să întocmească un plan pentru noi descoperiri. Visscher a trasat trei rute diferite, iar van Diemen a decis, în august 1642, să-l trimită pe Abel Janszoon Tasman, însoțit de Visscher, în căutarea Marii Țări de Sud, pe care Tasman o va numi în curând „Nieuw Holland”.
În noiembrie 1642, îndreptându-se spre est de Mauritius pe paralela 44 și ratând coasta de sud a continentului australian, Tasman a observat un teren care este acum coasta de vest a insulei Tasmania și a urmat linia de coastă de-a lungul țărmului sudic și împrejur către doasta de est. Tasman a trimis un grup pe malul golfului Blackman, în Peninsula Tasman, care a plantat un steag și a întâlnit câțiva oameni din Tasmania. Crezând că a găsit un teritoriu mare, Tasman a numit-o Țara lui Van Diemen în onoarea patronului său. 
Van Diemen este, de asemenea, comemorat în Golful Van Diemen, pe coasta din nordul Australiei. El a comandat o nouă călătorie din Tasman în 1644. Van Diemen a murit în 1645 în Batavia, Indiile Orientale Olandeze. Compania i-a acordat soției sale o pensie mare și s-a retras în Regatul Țărilor de Jos. Numele ei este imortalizat în numele celui mai vestic punct al insulei de nord a Noii Zeelande, capul Maria van Diemen, numit de Tasman în 1643 și de insula Maria în largul coastei de est a Tasmaniei. Este una dintre cele două locații geografice din Noua Zeelandă numite Tasman, cealaltă fiind Insulele Trei Regi. 
De asemenea, Van Diemen numește după el Fort Antonio din Tamsui-ul de astăzi, la gura râului Tamsui, în nordul Taipei, Taiwan, care a fost construit de olandezi pe locul unui fort spaniol abandonat într-o zonă istorică acum cunoscută sub numele de complexul de muzee Fort San Domingo, al cărui nume provoacă o confuzie continuă cu privire la numele real al clădirii fortului principal, împreună cu originile sale olandeze. 
În 1842 șarpele veninos din Australia și din sudul Papuan, genul demansia, a fost numit în onoarea lui van Diemen de JE Gray de la British Museum din Londra.